# Sayuri Yoshii

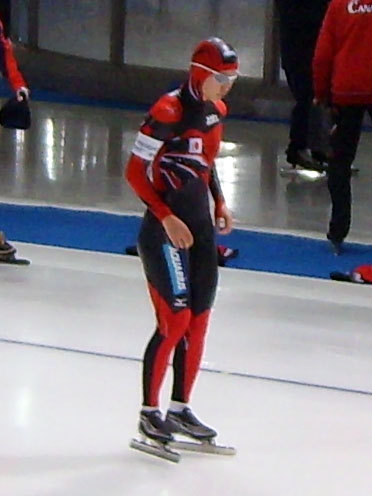
Sayuri Yoshii beim Weltcup in Berlin 2008

Sayuri Yoshii (jap. 吉井 小百合 Yoshii Sayuri; * 28. November 1984 in Chino, Präfektur Nagano) ist eine japanische Eisschnellläuferin. Sie gehört dem Profiteam des japanischen Unternehmens Sankyo Seiki an.
Die Sprintspezialistin Yoshii, Sayuri gab ihr Weltcupdebüt im Dezember 2003 bei einem Weltcup in Calgary. Schon bei ihrem dritten Rennen kam sie unter die besten 10 (Platz 8 über 500 Meter). Ihren ersten und bisher einzigen Sieg feierte sie beim Weltcupfinale von Heerenveen im März 2006 über 500 Meter.
Bei den Asienmeisterschaften 2004 in Chuncheon wurde sie Vierte über 500 und Sechste über 1000 Meter. Bei den Sprintweltmeisterschaften 2005 in Salt Lake City wurde sie ebenfalls Vierte, bei den Einzelstreckenweltmeisterschaften desselben Jahres in Inzell nochmals Vierte und Zehnte über 1000 Meter. Bei den Sprintweltmeisterschaften 2006 in Heerenveen wurde sie Achte. Bei den Olympischen Winterspielen 2006 trat sie über 500 (9.) und 1000 Meter (15.) an. Bei der Sprint-WM 2010 in Obihiro belegte sie den zweiten Platz.

## Eisschnelllauf-Weltcup-Platzierungen
| Platzierung | 100 m | 500 m | 1000 m | 1500 m | 3000 m | 5000 m | 10000 m | Team |
| ----------- | ----- | ----- | ------ | ------ | ------ | ------ | ------- | ---- |
| 1. Platz    |       | 1     |        |        |        |        |         |      |
| 2. Platz    |       | 4     |        |        |        |        |         |      |
| 3. Platz    |       | 3     | 1      |        |        |        |         |      |
| Top 10      | 3     | 18    | 13     |        |        |        |         |      |

(Stand: 10. Dezember 2006)